# Gyeonggi-do
Gyeonggi-do ist eine Provinz im Nordwesten von Südkorea mit Suwon als Hauptstadt. Im Norden grenzt sie an Nordkorea, im Osten an Gangwon-do. Im Süden ist die Provinz begrenzt durch Chungcheongbuk-do und Chungcheongnam-do, im Westen durch das Gelbe Meer. Die Hauptstadt Südkoreas Seoul liegt im Herzen der Provinz, ist aber seit 1946 politisch eine eigenständige Einheit. Das Gleiche gilt für die Stadt Incheon, die seit 1981 eigenständig ist. Zusammen mit der Hauptstadt Seoul bilden die großen Städte der Provinz die Metropolregion Sudogwon (수도권) in der 25,9 Millionen Menschen leben. (Stand 2019)

## Geschichte
Das Gebiet um den Han-Fluss gehört zu den frühesten Siedlungsgebieten in Korea. Die ältesten archäologischen Besiedlungsspuren der Alt- und Jungsteinzeit weisen dies nach. Seit Beginn unserer Zeitrechnung gehörte das heutige Gyeonggi zum Baekje-Reich. Große Teile wurden um 405 von Goguryeo erobert. 
Als die Goryeo-Dynastie gegründet und Kaesŏng (heutiges Nordkorea) zur Reichshauptstadt wurde, gewann diese Region an zentraler Bedeutung. Im Jahr 995 wurde Gyeonggi zum ersten Mal von König Seongjong in das Verwaltungssystem eingegliedert und erhielt seinen jetzigen Namen. Mit der Verlegung der Hauptstadt nach Hanyang (heute Seoul) bei der Gründung der Joseon-Dynastie gewann die Provinz fortan noch mehr an Bedeutung. Es änderte sich einige Male die Verwaltungsgliederung und die Provinz erlangte allmählich den heutigen Umriss.
Der Name Gyeonggi bedeutet wörtlich „Gebiet in der Metropolumgebung (畿 gi) der Hauptstadt (京 gyeong)“.

## Bevölkerung
Gyeonggi-do ist die Provinz mit der mit Abstand höchsten Bevölkerungsdichte Südkoreas. Zusammen mit den Großstädten Seoul und Incheon bildet sie den Ballungsraum Sudogwon, in dem 25,6 Millionen Menschen leben, mehr als die Hälfte der Gesamtbevölkerung von 48,5 Millionen. Aus dem industriellen Hinterland von Seoul ist die Landwirtschaft verschwunden und hat der Industrie Platz gemacht. Der Bau von Autobahnen in den 1960er Jahren hat dies beschleunigt. Viele Städte wurden zu Satellitenstädten von Seoul, darunter Anyang, Bucheon, Seongnam und Uijeongbu. 
Ab den 1990er Jahren wurden viele Planstädte neu gebaut, um das Problem des knappen Wohnraumes der Hauptstadt zu lösen. Die beiden Planstädte Bundang (Stadt Seongnam) und Ilsan (Stadt Goyang) sind die ersten beiden Orte, die hauptsächlich zu diesem Zweck geplant wurden, und haben zusammen fast eine halbe Million Einwohner aus der Hauptstadt versetzt. Dem Erfolg der beiden Neustädte folgte nun eine Reihe solcher Orte, die den Charakter einer Trabantenstadt tragen. Wie die beiden Vorreiterstädte, sind sie meistens Stadtviertel von bereits vorhandenen Städten. Die Vernetzung des Verkehrs zwischen den Städten beschleunigt den Zuwachs der Satelliten- und Trabantenstädte. 
Das Wachstum der Einwohnerzahl erfolgt aus zwei Richtungen: einerseits aus der Hauptstadt und andererseits aus anderen Regionen des Landes, von wo Menschen auf der Suche nach Arbeitsstellen in die Nähe der Hauptstadt kommen.
Entwicklung der Einwohnerzahl von Gyeonggi-do
| Zensusjahr | Einwohnerzahl |
| ---------- | ------------- |
| 1995       | 7.649.741     |
| 2000       | 8.984.134     |
| 2005       | 10.415.399    |
| 2010       | 11.379.459    |
| 2015       | 12.479.061    |
| 2020       | 13.388.485    |

## Infrastruktur und Wirtschaft

### Entwicklung der Infrastruktur

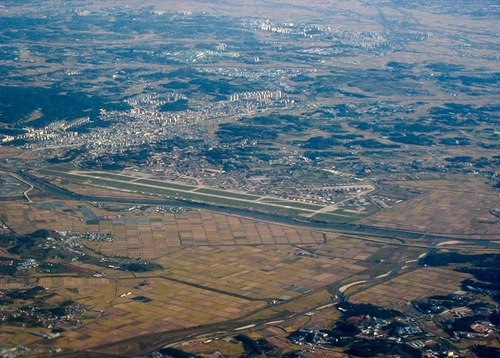
Luftaufnahme von Osan

Mit der wachsenden Population entwickelt sich entsprechend die Infrastruktur der Region. Nicht nur der internationale Flughafen Incheon, auch viele Unternehmen, Hochschulen, Forschungseinrichtungen, Kulturstätten und Freizeitparks verlegen sich von der überfüllten Hauptstadt in die großflächige Gebiete der Provinz, von wo sie immer noch gut mit Seoul verbunden sind. Viele Universitäten Seouls haben dort einen externen Campus um den Studenten eine bessere Lernumgebung anzubieten. 

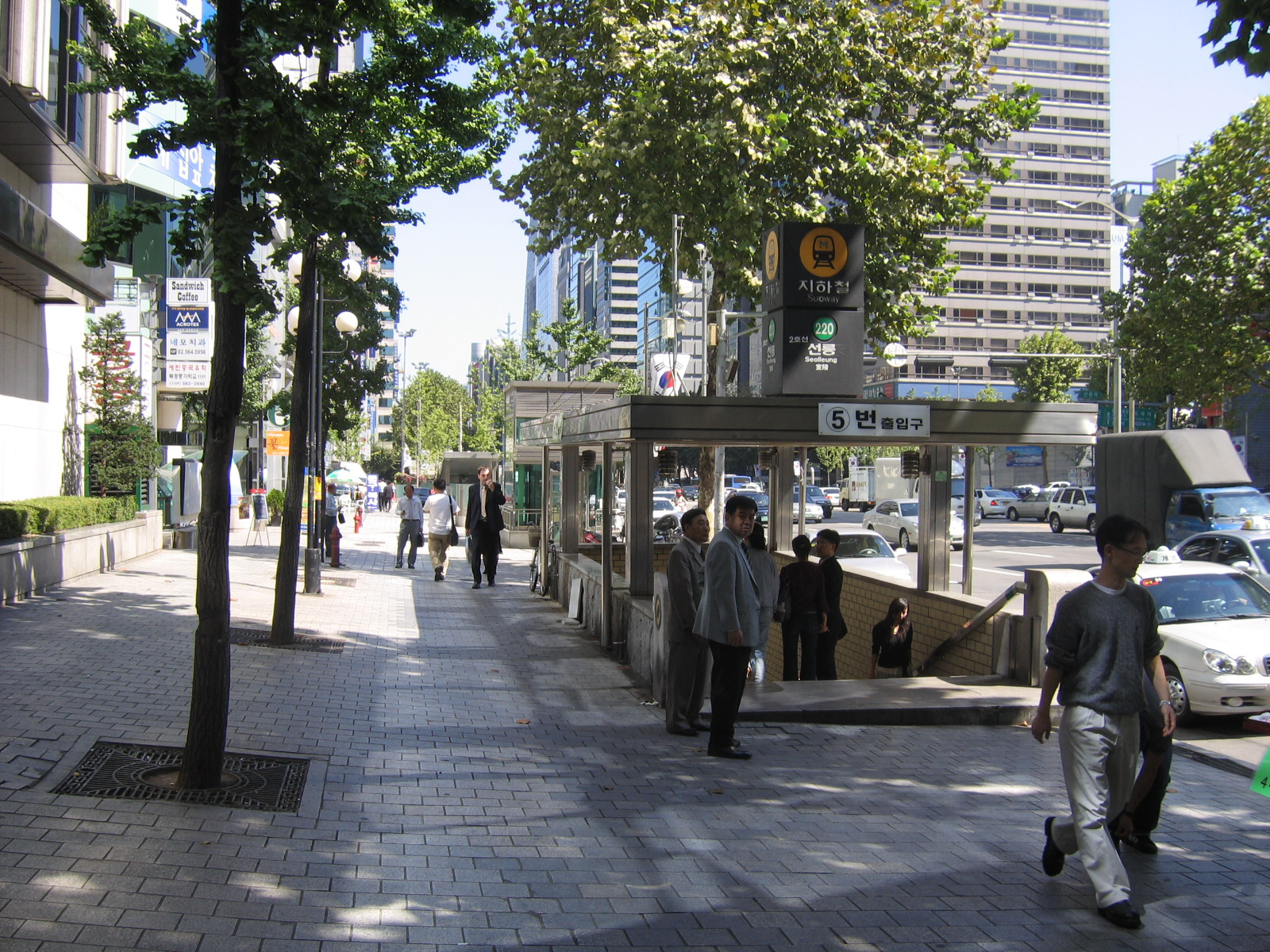
Endstation der Bundang-Linie: das Zentrum Seouls

Die wirtschaftliche Funktion der Provinz ist ziemlich groß, wegen der örtlichen Lage zu der Hauptstadt und der zahlreichen Population. Viele Arbeitsstellen locken arbeitsfähige Leute aus dem ganzen Land an. Die Industrie besteht aus den traditionellen Schwerindustrien wie Schiffbau, Stahlproduktion und Pressglas wie auch aus den modernen Elektronik- und Halbleiterindustrie. Incheon ist der Seehafen der Provinz und Seouls, und seit kurzem auch der Flughafen. Viele wichtige Unternehmen Südkoreas wie z. B. Samsung und LG haben dort Sitze oder Anlagen. 

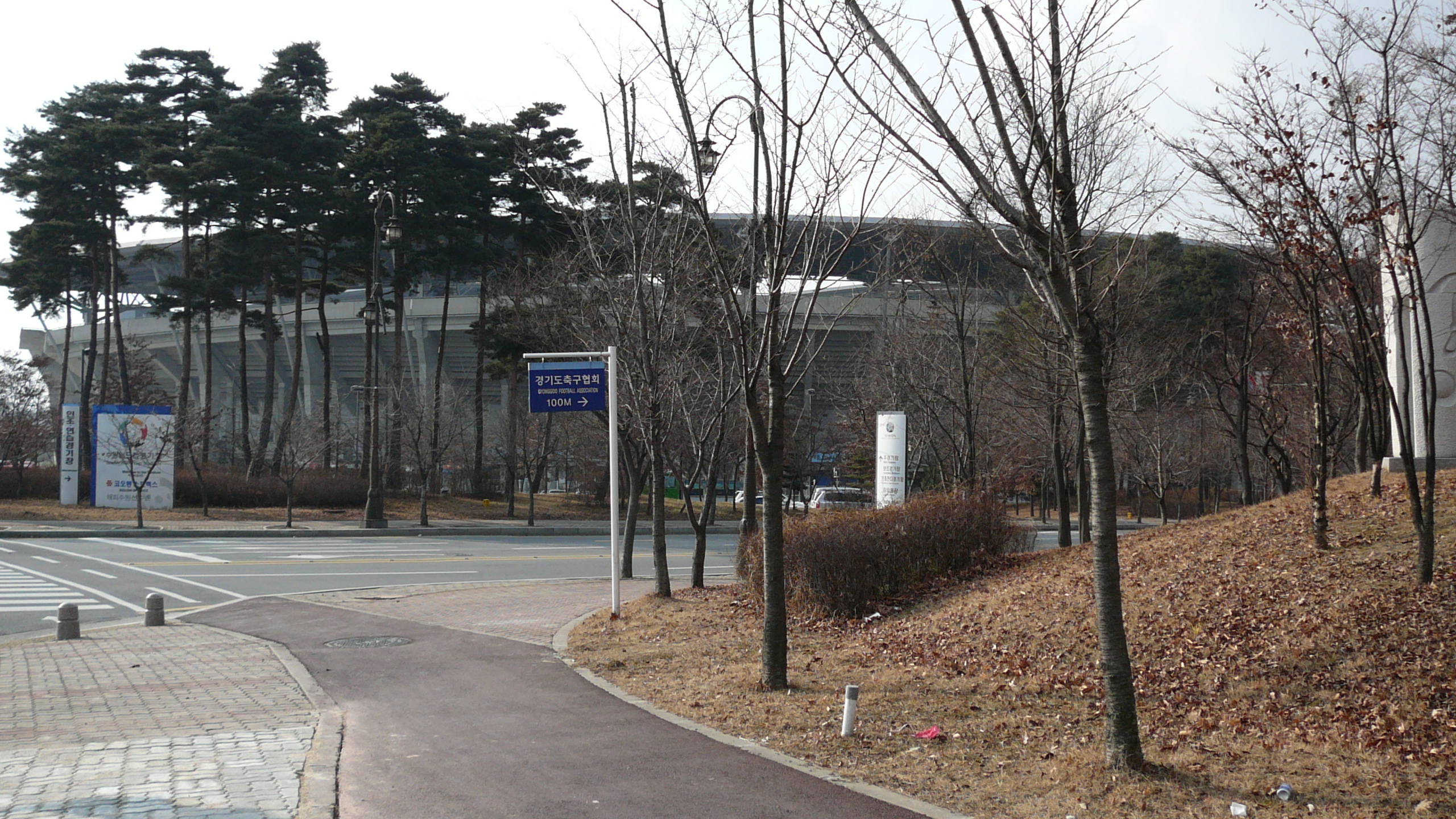
Big Bird: Heimstadion der FC Suwon Samsung Bluewings

Es bestehen Partnerschaften mit 18 Verwaltungseinheiten in 14 Ländern (einzusehen auf der Webseite). Die Entwicklung des nördlichen Grenzgebietes zu Nordkorea nimmt einen besonderen Stellenwert in der weiteren Entwicklungspolitik ein. Unter anderem soll der Anschluss an die großen nordostasiatischen Schienennetze Chinas und Russlands erreicht werden. Der Hafen von Pyeongtaek wird zur Freihandelszone ausgebaut.
2007 wurde bekannt, dass das amerikanische Filmproduktion-Unternehmen Universal Studios einen Freizeitpark in der Stadt Hwaseong anlegen will. Die Eröffnung war ursprünglich für das Jahr 2012 geplant. 2014 wurde das Projekt vorläufig gestoppt und ein Jahr später wieder aufgenommen. Momentan ist die Eröffnung für 2020 beabsichtigt.

### Bildung

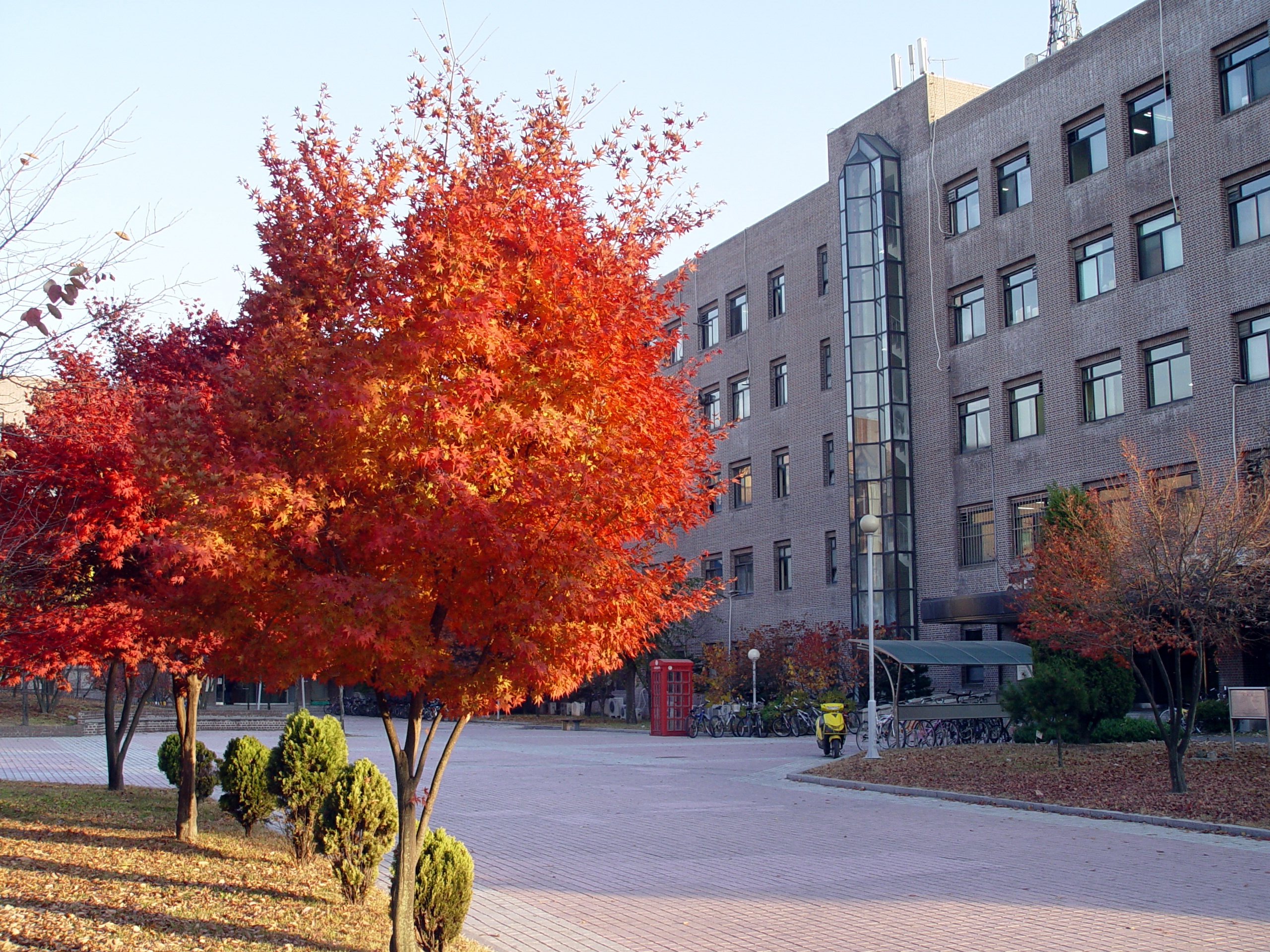
Ein Institut im Suwon-Kampus der Sungkyunkwan University

Die Qualität der Bildung in Gyeonggi-do ist ziemlich hoch. Denn auch im Bereich der Bildung hat die Provinz von ihrer geographischen Nähe zu der Hauptstadt viel profitiert und die Bildungssysteme gleichen sich immer mehr an die ihres Vorbildes Seoul an. Wegen der Bevölkerungsexplosion wurden in den letzten Zeiten viele Schulen neu errichtet. Bildungsbehörden der Provinz bemühen sich darum, dass die Qualität der Bildung auch dementsprechend auf einem hohen Niveau gehalten wird. Das ist ein zumal wichtiger Punkt für die Familien mit Nachwuchs, die sonst in die Hauptstadt ziehen müssten, wenn die Bildung nachließe.
Der Unterschied zwischen den verschiedenen Gebieten innerhalb der Provinz ist noch vorhanden, da auch im Bereich der Bildung die Entwicklung und Förderung in den neuen und modernen Siedlungen zuerst gefragt sind. In solchen Gebieten wie z. B. der Neustadt Bundang und Pyeongchon wird die Differenz zu der Hauptstadt relativ kleiner, so dass die absolvierten Schüler auch mit denen in der Hauptstadt Konkurrenz halten können. 
In Gyeonggi-do gibt es zahlreiche Universitäten und Hochschulen. Diese befinden sich zwar fast alle in den großen Städten, dennoch sieht die Situation ziemlich positiv aus. Die älteren Universitäten befinden sich hauptsächlich in Incheon – der größten Stadt der Provinz – und in der Provinzhauptstadt Suwon. Neue Universitäten sind in der letzten Zeit errichtet worden, um die überforderte Studiumplätzenkapazität Seouls auszugleichen; d. h. die Tendenz der Universitäten und Hochschulen läuft in die Richtung Studenten aufzunehmen, die in der Hauptstadt aufgrund der hohen Konkurrenz keinen Studienplatz finden können.

## Verwaltungsgliederung
Gyeonggi-do besteht aus 28 Stadtkreisen und 3 Landkreisen. 

### Städte
| - Suwon-si (수원시, 水原市) - Ansan-si (안산시, 安山市) - Anseong-si (안성시, 安城市) - Anyang-si (안양시, 安養市) - Bucheon-si (부천시, 富川市) - Dongducheon-si (동두천시, 東豆川市) - Gimpo-si (김포시, 金浦市) - Goyang-si (고양시, 高陽市) - Gunpo-si (군포시, 軍浦市) | - Guri-si (구리시, 九里市) - Gwacheon-si (과천시, 果川市) - Gwangju-si (광주시, 廣州市) - Gwangmyeong-si (광명시, 光明市) - Hanam-si (하남시, 河南市) - Hwaseong-si (화성시, 華城市) - Icheon-si (이천시, 利川市) - Namyangju-si (남양주시, 南楊州市) - Osan-si (오산시, 烏山市) | - Paju-si (파주시, 坡州市) - Pocheon-si (포천시, 抱川市) - Pyeongtaek-si (평택시, 平澤市) - Seongnam-si (성남시, 城南市) - Siheung-si (시흥시, 始興市) - Uijeongbu-si (의정부시, 議政府市) - Uiwang-si (의왕시, 儀旺市) - Yangju-si (양주시, 楊州市) - Yongin-si (용인시, 龍仁市) - Yeoju-si (여주시, 驪州市) |

Gwangju-si ist nicht zu verwechseln mit der Großstadt (Gwangyeoksi) Gwangju im Südwesten des Landes.

### Landkreise
- Gapyeong-gun (가평군, 加平郡)
- Yangpyeong-gun (양평군, 揚平郡)

- Yeoncheon-gun (연천군, 漣川郡)

## Sehenswürdigkeiten

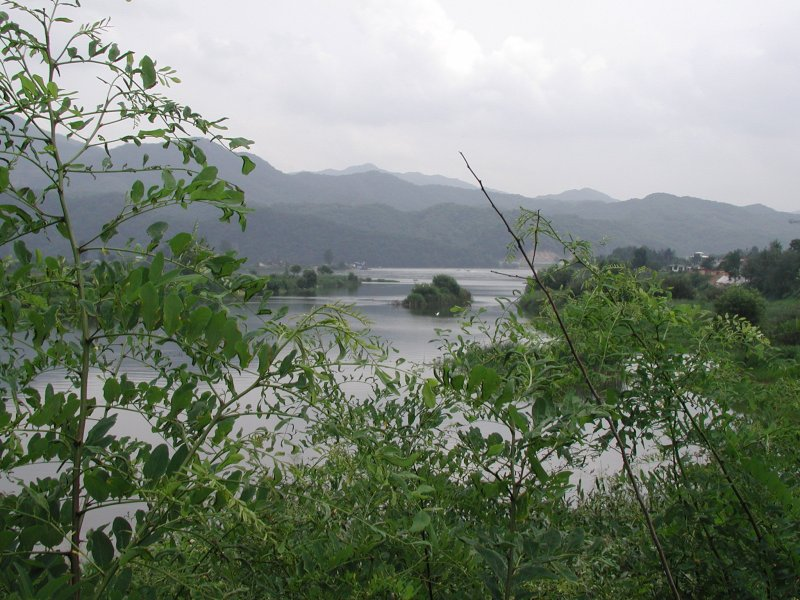
Bukhan-Fluss in Gapyeong

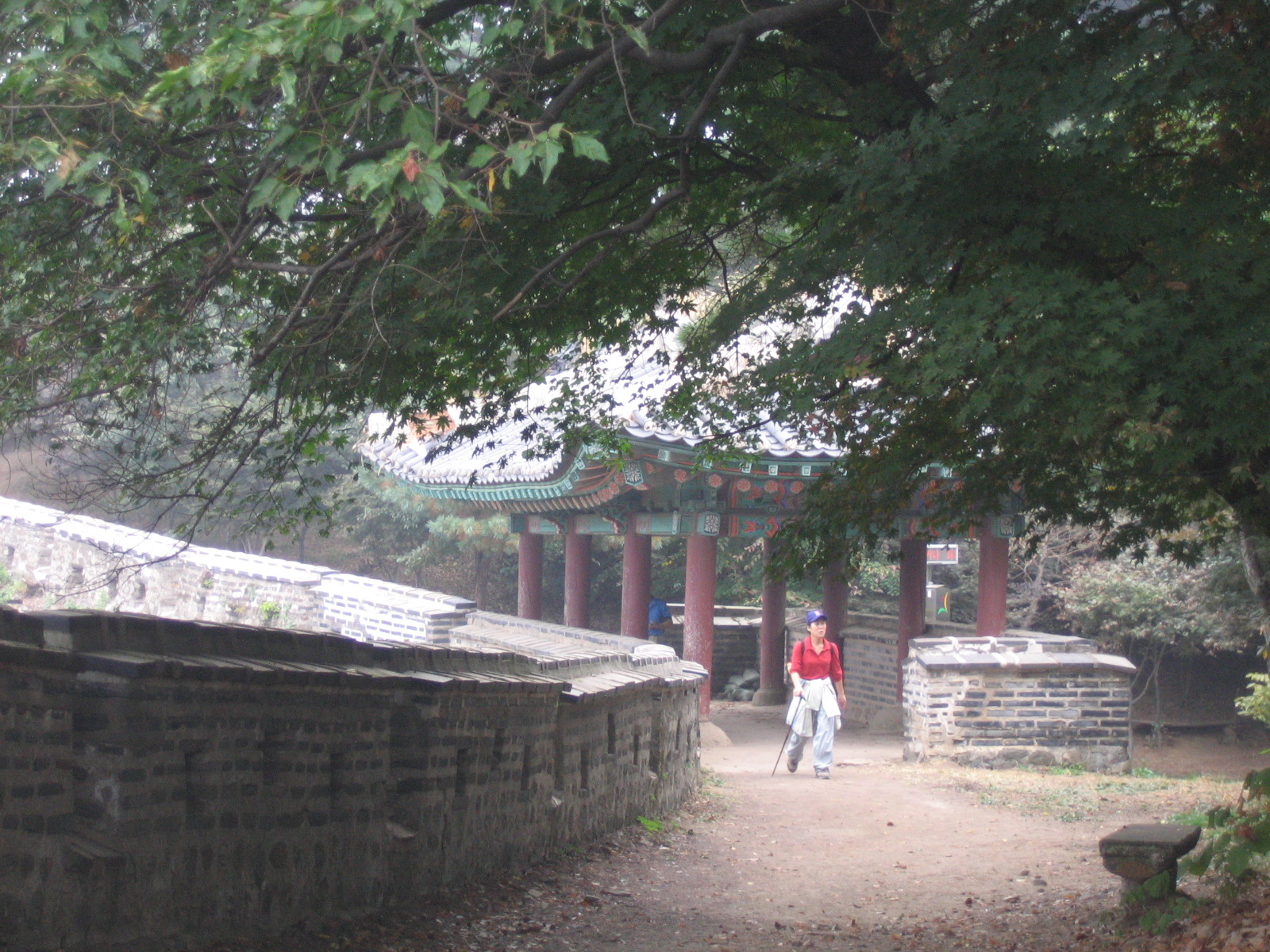
Festung Namhansanseong

Das gut ausgebaute Autobahnnetz macht die Sehenswürdigkeiten der Provinz zu leicht erreichbaren Zielen für eintägige Tagesausflüge der Bewohner der Region.
- Die Hwaseong-Festung in Suwon wurde 1794 und 1796 von König Jeongjo erbaut. Ihre 5099 Meter lange Mauer umschloss ursprünglich die gesamte Stadt und besitzt 18 Tore. Die Festung wurde während des Zweiten Weltkriegs und des Koreakriegs beschädigt, danach aber restauriert und ist heute ein Park. Sie wurde 1997 von der UNESCO zum Weltkulturerbe erklärt.
- Das Nationalmuseum für Zeitgenössische Kunst liegt in einem malerischen Park in der Stadt Gwacheon und zeigt eine umfangreiche Sammlung koreanischer und westlicher Kunst des 20. Jahrhunderts.
- In Yongin befindet sich ein künstliches, nach traditionellem Vorbild erbautes Volksdorf. Es ist ein vielgenutzter Drehort für Filme oder Fernsehserien, die über historische Sujets behandeln.
- Namyangju, nördlich von Seoul gelegen, ist ein beliebter Ausflugsort, da man von Seoul aus den Fluss Hangang entlang eine schöne Autostrecke benutzen kann. Als Sehenswürdigkeit befindet sich dort das Geburtshaus und die Grabstätte Jeong Yag-Yongs, einem Gelehrten aus der Joseon-Dynastie.
- Yangpyeong und Gapyeong im Osten Seouls sind zwei Orte, die von der schönen Natur profitieren. Sie liegen flussauf des Hangangs und zeigen ein schönes Bild von Fluss und Gebirgen. In Yangpeong, dem näheren Ort zu Seoul, befindet sich ein Café-Viertel, das tagsüber eine schöne Aussicht und abends häufig auch Livemusik anbietet. Mit traditionellen Teehäusern und Galerien ist dieser Ort eine gute Mischung aus Natur und Kultur.
- In Pocheon befindet sich das Nationale Arboretum Gwangreung.
- Es gibt zwei Freizeitparks, einen in Gwacheon und einen in Yongin.